# North Swan Island
North Swan Island är en ö i territoriet Falklandsöarna (Storbritannien). Den ligger i den centrala delen av landet. Arean är 2,0 kvadratkilometer.
Terrängen på North Swan Island är mycket platt. Öns högsta punkt är 17 meter över havet. Den sträcker sig 2,7 kilometer i nord-sydlig riktning, och 2,0 kilometer i öst-västlig riktning. På ön finns gräsmarker.